# Caproni Ca.60
Die Caproni Ca.60 (inoffiziell auch Capronissimo oder Noviplano genannt) war ein italienisches Riesen-Flugboot von 1921, auch Caproni Triple Triplane genannt.

## Geschichte und Konstruktion
Nach dem Ersten Weltkrieg übernahm der Italiener Giovanni Battista Caproni das in seinen Bombern erfolgreich eingesetzte Dreideckerkonzept für ein großes Passagierflugboot – die Ca.60. Es sollte ein Prototyp für spätere Transatlantikflüge sein.
Jeweils drei Dreideckerflügel waren auf der Rumpfoberseite angeordnet. Angetrieben wurde die Maschine durch acht je 294 kW (400 PS) starke Liberty L-12-Motoren, je vier mit Zug- und vier mit Druckpropellern. Der Rumpf dieser Maschine war für 100 Passagiere ausgelegt, für die damalige Zeit zu ambitioniert.
Der Erstflug der Ca.60 fand am 4. März 1921 in Sesto Calende am Lago Maggiore statt. Nach kurzem Flug stürzte die Maschine infolge der konstruktionsbedingten Unsteuerbarkeit aus 20 m Höhe in den See und wurde stark beschädigt. Der Pilot Semprini überlebte den Absturz. Der Neuaufbau wurde begonnen, aber nach einem Brand später abgebrochen.

## Technische Daten

Caproni Ca.60

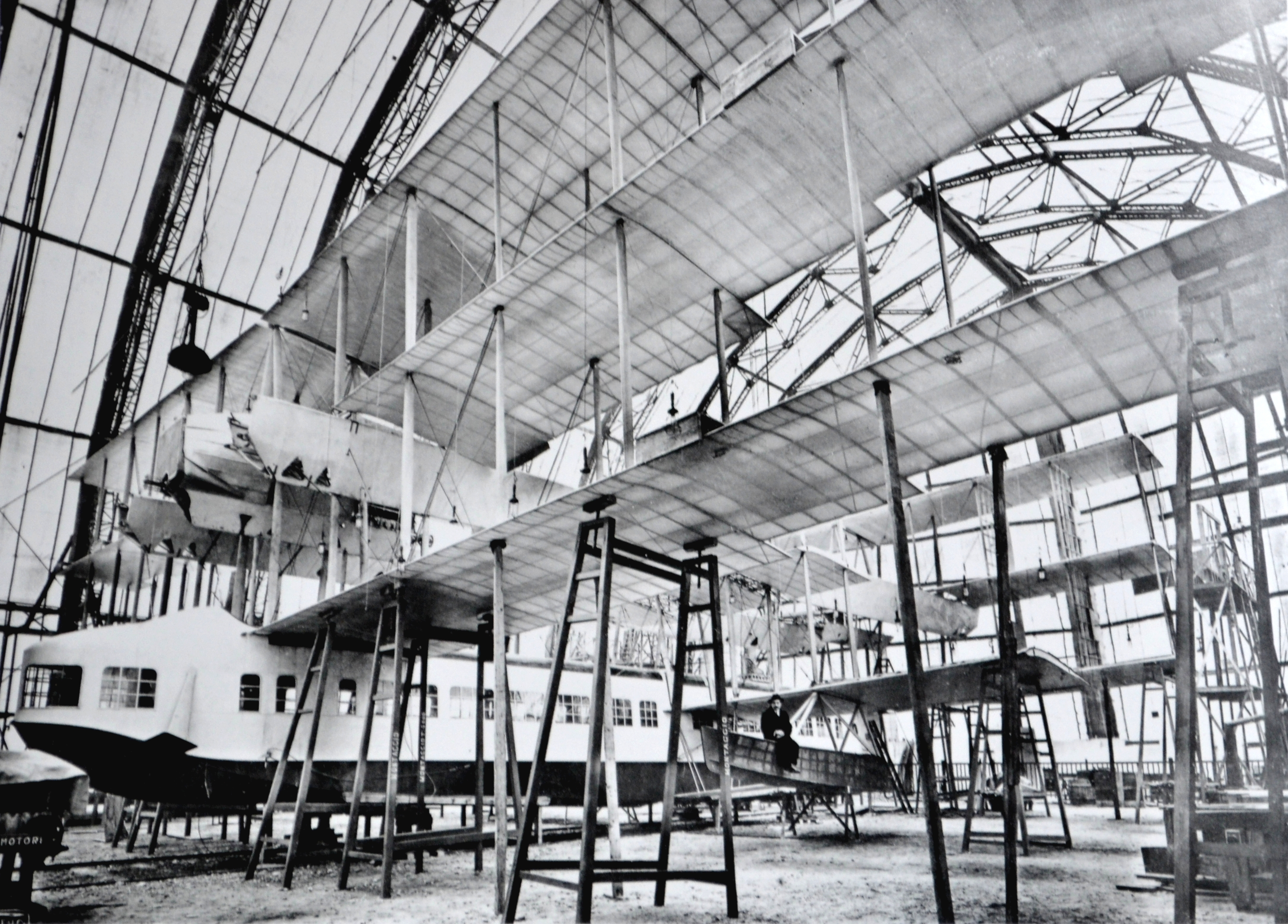
Bau der Caproni Ca.60

| Kenngrößen            | Daten                                                       |
| --------------------- | ----------------------------------------------------------- |
| Besatzung             | 8                                                           |
| Passagiere            | 60–100                                                      |
| Länge                 | 23,50 m                                                     |
| Spannweite            | 30 m                                                        |
| Höhe                  | 9,10 m                                                      |
| Flügelfläche          | 836 m²                                                      |
| Leermasse             | k. A.                                                       |
| Startmasse            | 25.000 kg                                                   |
| Antrieb               | 8 × 12-Zylinder-V-Motor Liberty L-12 mit je 294 kW (400 PS) |
| Höchstgeschwindigkeit | 112 km/h                                                    |
| Reichweite            | 660 km                                                      |
| Dienstgipfelhöhe      | k. A.                                                       |